# Коломієць Микола Петрович
Микола Петрович Коломієць (10 серпня 1942, Драбів — 17 червня 2009) — український хореограф, засновник дитячо-юнацької хореографічної студії «Щасливе дитинство», її директор і художній керівник. Голова Київського місцевого осередку Національної хореографічної спілки України. Народний артист України.

## Біографія
Народився 10 серпня 1942 року у селі Драбові (нині селище міського типу Черкаської області). У 1965 році закінчив Київське народне хореографічне училище.
У 1965–1969 роках працював у ансамблі танцю Київського військового округу. У 1969 році створив ансамбль «Щасливе дитинство». У 1992 році на його базі була відкрита дитячо-юнацька хореографічна студія «Щасливе дитинство», а ансамбль отримав назву «Україна». У 1995 році ансамбль отримав звання Народного.

Могила Миколи Коломійця

Помер 17 червня 2009 року. Похований в Києві на Байковому кладовищі (ділянка № 33, 50°25′8.90″ пн. ш. 30°30′10.20″ сх. д. / 50.4191389° пн. ш. 30.5028333° сх. д.).

## Відзнаки
За роки сумлінної праці був відзначений значками «Відмінник освіти України», більш ніж 70 грамотами та подяками від Міністерства культури та Міністерства освіти України.
У 1982 році йому було присвоєно звання заслужений працівник культури України, у 1994 році — Народний артист України.
Лауреат десятого всеукраїнського конкурсу «Пісенний вернісаж» (1997), лауреат премії людина року в області освіти (1997).
Перший лауреат премії «Щасливий дар душі» газети «Освіта» (1997)
У 1999 році нагороджений відзнакою Президента України орденомом «За заслуги» ІІІ ступеня.
У 2003 році нагороджений Кабінетом Міністрів України почесною грамотою за вагомий внесок у розвиток української культури.
У 2005 році нагороджений медаллю імені Павла Вірського.